# Dao đầu bếp

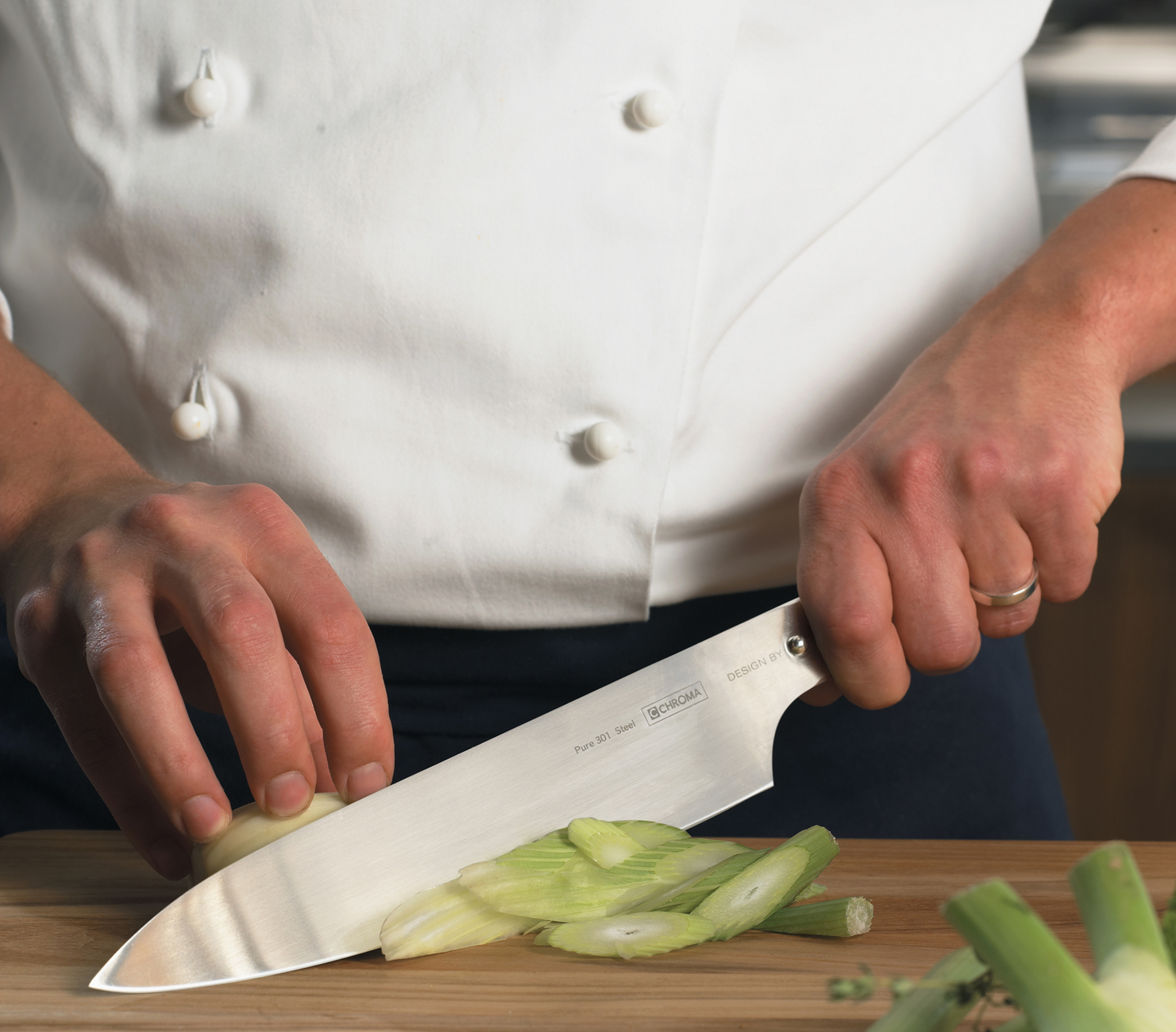
Một đầu bếp đang chế biến bằng con dao đầu bếp để xắt rau

Dao đầu bếp (Chef's knife) là một dụng cụ thuộc nhóm dao bếp dùng để chế biến thực phẩm và thường được cácđầu bếp sử dụng. Con dao đầu bếp ban đầu được thiết kế chủ yếu để cắt và tách các miếng thịt bò cở lớn. Ngày nay, nó là con dao tiện ích chính cho hầu hết các đầu bếp theo kiểu Tây và kiểu Nhật. Dao đầu bếp hiện đại ngày nay thường là loại dao đa năng được thiết kế để thực hiện tốt nhiều nhiệm vụ nhà bếp khác nhau, thay vì thiết kế chuyên biệt để sử dụng ở bất kỳ công việc nào cụ thể, nó có thể được sử dụng để băm, thái và thái rau, thái thịt và cắt rời các miếng thịt lớn.
Trong văn hóa đại chúng, con dao đầu bếp được phổ biến trên các phương tiện truyền thông gắn với người đầu bếp kiểu Tây với kỹ năng sử dụng điêu luyện, bên cạnh đó, ở một khía cạnh khác, nó cũng là đối tượng được mô tả là hung khí cho kẻ thủ ác trong một số tác phẩm văn học, phim ảnh, truyện tranh, có thể kể đến như nhân vật kẻ thủ ác như Michael Myers đeo mặt nạ và giết tất cả những người nào hắn gặp bằng con dao đầu bếp trong đêm Halloween hoặc những nhân vật là hung thủ, thủ phạm giết người trong loạt truyện tranh thám tử Kindaichi hay thám tử Conan và các truyện tranh trinh thám khác khi gây án mạng cũng hay sử dụng những con dao đầu bếp vấy máu.

## Cấu tạo

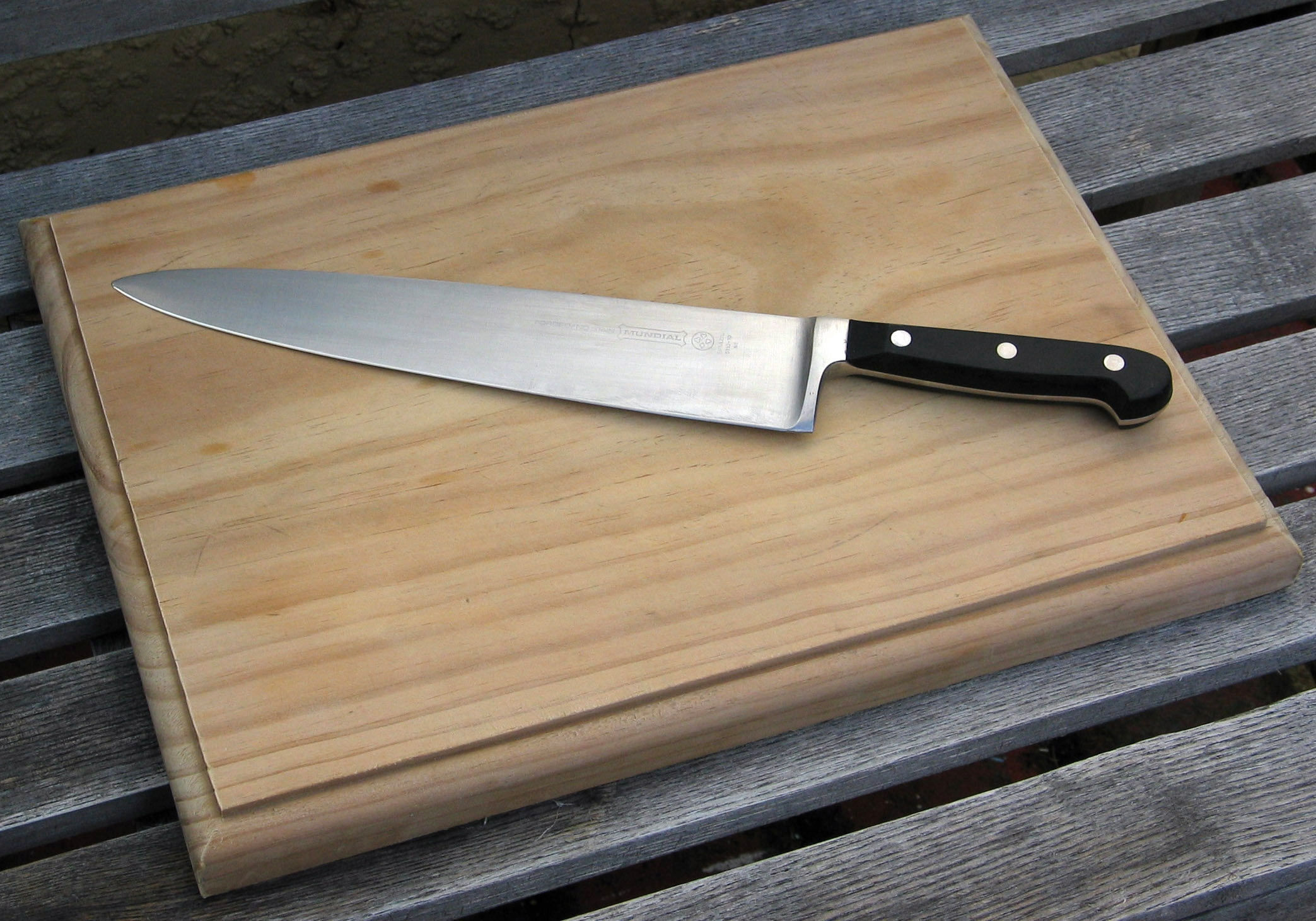
Tổng thể của con dao đầu bếp

Dao đầu bếp thường có lưỡi dài 8 inch (20 cm) và rộng 1⁄2 inch (3,8 cm), mặc dù các mẫu riêng lẻ có chiều dài từ 6 đến 14 inch (15 đến 36 cm). Có hai loại hình dạng lưỡi dao phổ biến trong các loại dao của đầu bếp kiểu Tây, Pháp và Đức. Dao bếp kiểu Nhật có loại dao Gyuto Nhật (牛刀 ぎゅうとう/gyūtō) có nghĩa đen là dao cắt thịt bò là phiên bản Nhật của dao đầu bếp Pháp (hoặc phương Tây).  Dao đầu bếp kiểu Đức có độ cong sâu hơn và liên tục dọc theo toàn bộ lưỡi cắt, kiểu Pháp có một cạnh thẳng hơn cho đến cuối và sau đó cong lên đến đầu. Dao Santoku về cơ bản là loại dao đầu bếp kiểu Nhật. Nó nhỏ hơn, nhẹ hơn và sắc hơn với hình dạng lưỡi khác. Con dao của đầu bếp Trung Quốc hoàn toàn khác và giống một con dao phay nhiều hơn.
Dao đầu bếp được làm bằng lưỡi được rèn hoặc dập. Lưỡi dao rèn bằng tay được thực hiện theo quy trình gồm nhiều bước bằng lao động thủ công lành nghề. Một phôi thép được nung nóng đến nhiệt độ cao và được đập để tạo hình cho thép. Sau khi rèn, lưỡi dao được mài và mài sắc. Dao rèn thường cũng có dạng nguyên hình, nghĩa là kim loại trong dao chạy từ đầu mũi dao đến đầu cán dao. Các loại dao rèn được sản xuất thương mại được đánh bằng búa điện. Ép dập: Một lưỡi dập được cắt để tạo hình trực tiếp từ thép cán nguội, được xử lý nhiệt để có độ bền và nhiệt độ, sau đó được mài và đánh bóng. Lưỡi dao của đầu bếp thường được làm bằng thép cacbon, thép không gỉ, một lớp phủ của cả kim loại hoặc gốm.
Thép cacbon là hợp kim của sắt và khoảng 1% cacbon. Hầu hết các loại dao của đầu bếp bằng thép cacbon là hợp kim sắt cacbon đơn giản không có các chất bổ sung như chrome hoặc vanadi. Lưỡi dao bằng thép cacbon dễ mài hơn thép không gỉ thông thường và thường giữ được cạnh lâu hơn, nhưng dễ bị gỉ và ố. Một số đầu bếp chuyên nghiệp sử dụng dao bằng thép carbon vì độ sắc bén của chúng. Theo thời gian, một con dao bằng thép cacbon thường sẽ có lớp gỉ đen và có thể bị gỉ hoặc ăn mòn nếu không được chăm sóc đúng cách bằng cách làm sạch và bôi trơn lưỡi sau khi sử dụng. Thép không gỉ: Là hợp kim của sắt, khoảng 10-15% crom, niken hoặc molypden, chỉ với một lượng nhỏ cacbon. Thép không gỉ cấp thấp hơn không thể có góc cạnh sắc như thép cacbon cao chất lượng tốt, nhưng có khả năng chống ăn mòn và không đắt tiền. 